# Baruta
Baruta – jedna z pięciu politycznych i administracyjnych dzielnic miasta Caracas, w Wenezueli. Pozostałe cztery to: Chacao, El Hatillo, Libertador i Sucre. Ten podmiot prawny jest znany jako Dystrykt Stołeczny Caracas. Baruta jest także jedną z 21 gmin, które tworzą stan Miranda w Wenezueli.
Według danych ze spisu ludności w 2001 roku liczba mieszkańców wyniosła 260 853, a w 2011 roku – 240 755.